# Bromeilles
Bromeilles ist eine französische Gemeinde mit 321 Einwohnern (Stand 1. Januar 2022) im Département Loiret in der Region Centre-Val de Loire. Sie gehört zum Kanton Le Malesherbois im Arrondissement Pithiviers. Die Bewohner nennen sich Bromeillois und Bromeilloises.

## Geographie
Sie grenzt im Nordwesten an Puiseaux, im Norden an Desmonts, im Nordosten an Burcy und Ichy, im Osten an Arville, im Südosten an Gironville, im Süden an Beaumont-du-Gâtinais und im Südwesten an Échilleuses.

## Bevölkerungsentwicklung

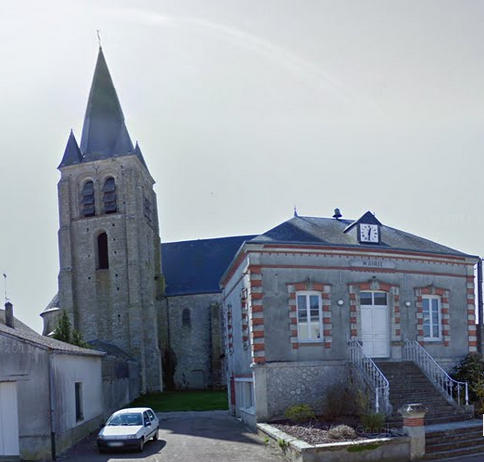
Kirche Saint-Loup

| Jahr      | 1962 | 1968 | 1975 | 1982 | 1990 | 1999 | 2008 | 2018 |
| --------- | ---- | ---- | ---- | ---- | ---- | ---- | ---- | ---- |
| Einwohner | 320  | 303  | 262  | 264  | 260  | 292  | 330  | 326  |